# برومفينيرامين
برومفينيرامين (بالإنجليزية: Brompheniramine)‏، المباع تحت الاسم التجاري ديميتاب وغيره، هو دواء مضاد للهيستامين من الجيل الأول من فئة بروبيلامين (ألكيل أمين). وهو مخصص لعلاج أعراض نزلات البرد الشائعة والتهاب الأنف التحسسي، مثل سيلان الأنف وحكة العينين والدموع والعطاس. ومثله كمثل الأدوية الأخرى من الجيل الأول من فئته، فهو يعتبر مضادًا للهيستامين مهدئًا.
تم تسجيل براءة اختراعه في عام 1948 ودخل الاستخدام الطبي في عام 1955. وفي عام 2022، كان التركيب مع ديكستروميثورفان وسودوإيفيدرين هو الدواء رقم 265 الأكثر وصفًا في الولايات المتحدة، بأكثر من مليون وصفة طبية.